# Misztuny
Misztuny (lit. Mištūnai) − wieś na Litwie, w rejonie solecznickim, 8 km na zachód od Podborza, zamieszkana przez 76 ludzi. Przed II wojną światową w Polsce, w powiecie lidzkim województwa nowogródzkiego.